# Чатто, Сара
Леди Сара Фрэнсис Элизабет Чатто (в девичестве Сара Фрэнсис Элизабет Армстронг-Джонс) (англ. Lady Sarah Frances Elizabeth Chatto, née Armstrong-Jones; родилась 1 мая 1964 года, Лондон, Великобритания) — британская художница, вице-президент Королевского балета, член британской королевской семьи. Как единственная дочь принцессы Маргарет и Энтони Армстронг-Джонса, 1-го графа Сноудона, приходится внучкой королю Георгу VI и двоюродной сестрой королю Карлу III.

## Биография
Сара Фрэнсис Элизабет родилась 1 мая 1964 года в Кенсингтонском дворце в Лондоне. Она стала вторым и последним ребёнком в семье принцессы Маргарет, младшей сестры королевы Великобритании Елизаветы II, и Энтони Армстронг-Джонса, 1-го графа Сноудона: её старший брат — Дэвид Армстронг-Джонс (родился в 1961 году), с 2017 года 2-й граф Сноудон. В 1978 году родители Дэвида и Сары развелись. 1-й граф Сноудон годом позже женился снова, на Люси Линдсей-Хогг, и в этом браке у него родилась ещё одна дочь, Фрэнсис (1979 год), жена Родольфа фон Гофмансталя.
Детство Сара провела в Букингемском дворце, где у её семьи были отдельные покои. Во время каникул она жила в королевских поместьях Сандрингем и Балмораль; там она начала заниматься пейзажной живописью. Сара училась в нескольких школах искусств, а получив среднее образование, взяла двухгодовой творческий отпуск и отправилась вместе с отцом в Индию. Граф участвовал в качестве фотографа в работе над фильмом Дэвида Лина «Поездка в Индию» (1984); Сару тоже включили в съёмочную группу в качестве костюмера. Вернувшись в Англию, она окончила Миддлсекский университет.
В 1981 году Сара Армстронг-Джонс была подружкой невесты на свадьбе своего двоюродного брата Чарльза, принца Уэльского, и Дианы Спенсер. Позже она стала крёстной матерью второго сына этой пары — Гарри. В 1987 году она сопровождала мать и брата во время их официального визита в Китай и Гонконг. Сара стала профессиональной художницей. Её картины (главным образом натюрморты и пейзажи) с 1995 года регулярно выставляются в галерее Редферн, причём всегда под девичьей фамилией. Художница был удостоена премии Виндзора и Ньютона в 1988 году, Ландшафтной премии Кресвика в 1990 году. Искусствовед Патрик Кинмонт описывает её произведения как «извлечённые со временем из памяти», погружающие «в глубокое созерцание мира, который художник стремится познать, всё глубже погружаясь в природу краски, где случайность, очевидность и уважение имеют полное право на существование». С 2004 года Сара является вице-президентом Королевского балета (пост президента по традиции занимает принц Уэльский).
В 2002 году, после смерти матери, Сара вместе с братом унаследовала её состояние, которое оценивалось в примерно 10 миллионов долларов США (до уплаты налога на наследство).
Сара Чатто редко появляется на официальных церемониях и, как правило, отказывается давать интервью. При этом известно, что она поддерживала очень близкие отношения со своей тёткой королевой. В линии престолонаследия Сара Чатто занимает 29-е место.

## Семья
14 июля 1994 года Сара Фрэнсис Элизабет вышла замуж за актёра и художника Дэниела Чатто. Наблюдатели отметили, что организаторы свадьбы отказались от королевской пышности, которой можно было бы ждать в этом случае. В этом браке родились двое сыновей: Сэмюэл Дэвид Бенедикт (28 июля 1996 года) и Артур Роберт Натаниэль (5 февраля 1999 года), которые занимают 30-е и 31-е место в порядке наследования британского престола..

## В культуре
В телесериале «Корона» говорится о рождении Сары, однако авторы шоу решили не вводить её в число персонажей.
Сара стала одним из персонажей художественного фильма «Спенсер» (2021), где её сыграла Ориана Гордон.